# Höchst im Odenwald
Höchst im Odenwald este o comună din landul Hessa, Germania.